# NHL Amateur Draft 1972
L'NHL Amateur Draft 1972 è stato il 10º draft della National Hockey League. Si è tenuto l'8 giugno 1972 presso il Queen Elizabeth Hotel di Montréal.
Il decimo NHL Amateur Draft stabilì il nuovo primato per lunghezza delle operazioni e per numero di atleti selezionati. Il draft infatti durò 3 ore e 52 minuti, coinvolgendo ben 152 hockeisti su ghiaccio. Prima della cerimonia vi era molta tensione fra le squadre poiché la maggior parte dei migliori prospetti era già stata selezionata oltre quattro mesi prima nel draft della World Hockey Association, una lega di recente creazione che puntava a scalzare il monopolio della NHL. Il draft 1972 vide per la prima volta la partecipazione delle nuove franchigie di Atlanta e New York, fatto che portò le scelte totali al primo giro a 16. Ben tredici delle sedici scelte al primo giro provenivano dall'Ontario Major Junior Hockey League.
I New York Islanders selezionarono l'ala destra Billy Harris dai Toronto Marlboros, gli Atlanta Flames invece come seconda scelta puntarono sull'ala sinistra Jacques Richard, proveniente dai Québec Remparts, mentre i Vancouver Canucks scelsero in terza posizione il centro Don Lever dei Niagara Falls Flyers. Fra i 152 giocatori selezionati 88 erano attaccanti, 47 erano difensori mentre 17 erano portieri. Dei giocatori scelti 67 giocarono in NHL, 11 vinsero la Stanley Cup mentre 2 di loro entrarono a far parte della Hockey Hall of Fame.

## Expansion Draft
L'NHL Expansion Draft 1972, il terzo nella storia della NHL, si svolse il 6 giugno 1972 presso il Queen Elizabeth Hotel di Montréal. Il draft ebbe luogo per permettere di completare i roster delle due nuove franchigie iscritte in NHL a partire dalla stagione 1970-71: gli Atlanta Flames ed i New York Islanders.

## Turni
|  | = NHL All-Star |  |  | = Membro della Hall of Fame |

Legenda delle posizioni

A = Attaccante   AD = Ala destra   AS = Ala sinistra   C = Centro   D = Difensore   P = Portiere

### Primo giro
| #  | Giocatore            | Nazionalità | Squadra NHL                                       | Squadra di provenienza         |
| -- | -------------------- | ----------- | ------------------------------------------------- | ------------------------------ |
| 1  | Billy Harris (AD)    | Canada      | New York Islanders                                | Toronto Marlboros (OMJHL)      |
| 2  | Jacques Richard (AS) | Canada      | Atlanta Flames                                    | Québec Remparts (QMJHL)        |
| 3  | Don Lever (C)        | Canada      | Vancouver Canucks                                 | Niagara Falls Flyers (OMJHL)   |
| 4  | Steve Shutt (AS)     | Canada      | Montreal Canadiens (da Los Angeles)               | Toronto Marlboros (OMJHL)      |
| 5  | Jim Schoenfeld (D)   | Canada      | Buffalo Sabres                                    | Niagara Falls Flyers (OMJHL)   |
| 6  | Michel Larocque (P)  | Canada      | Montreal Canadiens (da California)                | Ottawa 67's (OMJHL)            |
| 7  | Bill Barber (AS)     | Canada      | Philadelphia Flyers                               | Kitchener Rangers (OMJHL)      |
| 8  | Dave Gardner (C)     | Canada      | Montreal Canadiens (da Pittsburgh via Minnesota)  | Toronto Marlboros (OMJHL)      |
| 9  | Wayne Merrick (C)    | Canada      | St. Louis Blues                                   | Ottawa 67's (OMJHL)            |
| 10 | Al Blanchard (AS)    | Canada      | New York Rangers (da Detroit)                     | Kitchener Rangers (OMJHL)      |
| 11 | George Ferguson (C)  | Canada      | Toronto Maple Leafs                               | Toronto Marlboros (OMJHL)      |
| 12 | Jerry Byers (AS)     | Canada      | Minnesota North Stars (da Minnesota via Montreal) | Kitchener Rangers (OMJHL)      |
| 13 | Phil Russell (D)     | Canada      | Chicago Black Hawks                               | Edmonton Oil Kings (WCJHL)     |
| 14 | John Van Boxmeer (D) | Canada      | Montreal Canadiens                                | Guelph Biltmores (SOJHL)       |
| 15 | Bob MacMillan (C)    | Canada      | New York Rangers                                  | St. Catharines B.Hawks (OMJHL) |
| 16 | Mike Bloom (AS)      | Canada      | Boston Bruins                                     | St. Catharines B.Hawks (OMJHL) |

### Secondo giro
| #  | Giocatore             | Nazionalità | Squadra NHL                                         | Squadra di provenienza         |
| -- | --------------------- | ----------- | --------------------------------------------------- | ------------------------------ |
| 17 | Lorne Henning (C)     | Canada      | New York Islanders                                  | New Westminster Bruins (WCJHL) |
| 18 | Dwight Bialowas (D)   | Canada      | Atlanta Flames                                      | Regina Pats (WCJHL)            |
| 19 | Bryan McSheffrey (AD) | Canada      | Vancouver Canucks                                   | Ottawa 67's (OMJHL)            |
| 20 | Don Kozak (AD)        | Canada      | Los Angeles Kings                                   | Edmonton Oil Kings (WCJHL)     |
| 21 | Larry Sacharuk (D)    | Canada      | New York Rangers (da Buffalo)                       | Saskatoon Blades (WCJHL)       |
| 22 | Tom Cassidy (C)       | Canada      | California Golden Seals                             | Kitchener Rangers (OMJHL)      |
| 23 | Tom Bladon (D)        | Canada      | Philadelphia Flyers                                 | Edmonton Oil Kings (WCJHL)     |
| 24 | Jack Lynch (D)        | Canada      | Pittsburgh Penguins                                 | Oshawa Generals (OMJHL)        |
| 25 | Larry Carriere (D)    | Canada      | Buffalo Sabres (da St. Louis)                       | Loyola College (CIAU)          |
| 26 | Pierre Guite (AS)     | Canada      | Detroit Red Wings                                   | Penn Quakers (ECAC)            |
| 27 | Randy Osburn (AS)     | Canada      | Toronto Maple Leafs                                 | London Knights (OMJHL)         |
| 28 | Stan Weir (C)         | Canada      | California Golden Seals (da Minnesota via Montreal) | Medicine Hat Tigers (WCJHL)    |
| 29 | Brian Ogilvie (C)     | Canada      | Chicago Black Hawks                                 | Edmonton Oil Kings (WCJHL)     |
| 30 | Bernie Lukowich (AD)  | Canada      | Pittsburgh Penguins (da Montreal via St. Louis)     | New Westminster Bruins (WCJHL) |
| 31 | Rene Villemure (AS)   | Canada      | New York Rangers                                    | Shawinigan Bruins (QMJHL)      |
| 32 | Wayne Elder (D)       | Canada      | Boston Bruins                                       | London Knights (OMJHL)         |

### Terzo giro
| #  | Giocatore             | Nazionalità | Squadra NHL             | Squadra di provenienza          |
| -- | --------------------- | ----------- | ----------------------- | ------------------------------- |
| 33 | Bob Nystrom (AD)      | Canada      | New York Islanders      | Calgary Centennials (WCJHL)     |
| 34 | Jean Lemieux (D)      | Canada      | Atlanta Flames          | Sherbrooke Castors (QMJHL)      |
| 35 | Paul Raymer (AS)      | Canada      | Vancouver Canucks       | Peterborough Petes (OMJHL)      |
| 36 | Dave Hutchison (D)    | Canada      | Toronto Maple Leafs     | London Knights (OMJHL)          |
| 37 | Jim McMasters (D)     | Canada      | Buffalo Sabres          | Calgary Centennials (WCJHL)     |
| 38 | Paul Shakes (D)       | Canada      | California Golden Seals | St. Catharines B.Hawks (OMJHL)  |
| 39 | Jim Watson (D)        | Canada      | Philadelphia Flyers     | Calgary Centennials (WCJHL)     |
| 40 | Denis Herron (P)      | Canada      | Pittsburgh Penguins     | Trois-Rivières Draveurs (QMJHL) |
| 41 | Jean Hamel (D)        | Canada      | St. Louis Blues         | Drummondville Rangers (QMJHL)   |
| 42 | Bob Krieger (C)       | Stati Uniti | Detroit Red Wings       | Denver Pioneers (NCAA)          |
| 43 | Denis Deslauriers (D) | Canada      | Toronto Maple Leafs     | Shawinigan Bruins (QMJHL)       |
| 44 | Terry Ryan (C)        | Canada      | Minnesota North Stars   | Hamilton Red Wings (OMJHL)      |
| 45 | Mike Veisor (P)       | Canada      | Chicago Black Hawks     | Peterborough Petes (OMJHL)      |
| 46 | Ed Gilbert (C)        | Canada      | Montreal Canadiens      | Hamilton Red Wings (OMJHL)      |
| 47 | Gerry Teeple (C)      | Canada      | New York Rangers        | Cornwall Royals (QMJHL)         |
| 48 | Michel Boudreau (C)   | Canada      | Boston Bruins           | Laval Titan (QMJHL)             |

### Quarto giro
| #  | Giocatore               | Nazionalità | Squadra NHL             | Squadra di provenienza         |
| -- | ----------------------- | ----------- | ----------------------- | ------------------------------ |
| 49 | Ron Smith (D)           | Canada      | New York Islanders      | Cornwall Royals (QMJHL)        |
| 50 | Don Martineau (AD)      | Canada      | Atlanta Flames          | New Westminster Bruins (WCJHL) |
| 51 | Ron Homenuke (AD)       | Canada      | Vancouver Canucks       | Calgary Centennials (WCJHL)    |
| 52 | John Dobie (D)          | Canada      | Los Angeles Kings       | Regina Pats (WCJHL)            |
| 53 | Rychard Campeau (D)     | Canada      | Buffalo Sabres          | Sorel Éperviers (QMJHL)        |
| 54 | Claude St. Sauveur (AS) | Canada      | California Golden Seals | Sherbrooke Castors (QMJHL)     |
| 55 | Al MacAdam (AD)         | Canada      | Philadelphia Flyers     | Charlottetown Royals (MaJHL)   |
| 56 | Ron Lalonde (C)         | Canada      | Pittsburgh Penguins     | Peterborough Petes (OMJHL)     |
| 57 | Murray Myers (AD)       | Canada      | St. Louis Blues         | Saskatoon Blades (WCJHL)       |
| 58 | Danny Gruen (AS)        | Canada      | Detroit Red Wings       | Thunder Bay Vulcans (TBJHL)    |
| 59 | Brian Bowles (D)        | Canada      | Toronto Maple Leafs     | Cornwall Royals (QMJHL)        |
| 60 | Tom Thomson (D)         | Canada      | Minnesota North Stars   | Toronto Marlboros (OMJHL)      |
| 61 | Tom Peluso (AS)         | Stati Uniti | Chicago Black Hawks     | Denver Pioneers (NCAA)         |
| 62 | Dave Elenbaas (P)       | Canada      | Montreal Canadiens      | Cornell Big Red (ECAC)         |
| 63 | Doug Horbul (AS)        | Canada      | New York Rangers        | Calgary Centennials (WCJHL)    |
| 64 | Les Jackson (AS)        | Canada      | Boston Bruins           | New Westminster Bruins (WCJHL) |

### Quinto giro
| #  | Giocatore            | Nazionalità | Squadra NHL                     | Squadra di provenienza           |
| -- | -------------------- | ----------- | ------------------------------- | -------------------------------- |
| 65 | Richard Grenier (C)  | Canada      | New York Islanders              | Sorel Éperviers (QMJHL)          |
| 66 | Bill Nyrop (D)       | Stati Uniti | Montreal Canadiens (da Atlanta) | Notre Dame Fighting Irish (NCAA) |
| 67 | Larry Bolonchuk (D)  | Canada      | Vancouver Canucks               | Winnipeg Monarchs (WCJHL)        |
| 68 | Bernie Germain (P)   | Canada      | Los Angeles Kings               | Regina Pats (WCJHL)              |
| 69 | Gilles Gratton (P)   | Canada      | Buffalo Sabres                  | Oshawa Generals (OMJHL)          |
| 70 | Tim Jacobs (D)       | Canada      | California Golden Seals         | St. Catharines B.Hawks (OMJHL)   |
| 71 | Daryl Fedorak (P)    | Canada      | Philadelphia Flyers             | Victoria Cougars (WCJHL)         |
| 72 | Brian Walker (C)     | Canada      | Pittsburgh Penguins             | Calgary Centennials (WCJHL)      |
| 73 | Dave Johnson (AS)    | Canada      | St. Louis Blues                 | Cornwall Royals (QMJHL)          |
| 74 | Dennis Johnson (AS)  | Stati Uniti | Detroit Red Wings               | Cornwall Royals (QMJHL)          |
| 75 | Michel Plante (AS)   | Canada      | Toronto Maple Leafs             | Drummondville Rangers (QMJHL)    |
| 76 | Chris Ahrens (D)     | Stati Uniti | Minnesota North Stars           | Kitchener Rangers (OMJHL)        |
| 77 | Rejean Giroux (AD)   | Canada      | Chicago Black Hawks             | Québec Remparts (QMJHL)          |
| 78 | Jean-Paul Martin (C) | Canada      | Atlanta Flames (da Montreal)    | Shawinigan Bruins (QMJHL)        |
| 79 | Marty Gateman (D)    | Canada      | New York Rangers                | Hamilton Red Wings (OMJHL)       |
| 80 | Brian Coates (AS)    | Canada      | Boston Bruins                   | Brandon Wheat Kings (WCJHL)      |

### Sesto giro
| #  | Giocatore            | Nazionalità | Squadra NHL             | Squadra di provenienza         |
| -- | -------------------- | ----------- | ----------------------- | ------------------------------ |
| 81 | Derek Black (AS)     | Canada      | New York Islanders      | Calgary Centennials (WCJHL)    |
| 82 | Frank Blum (P)       | Canada      | Atlanta Flames          | Sarnia Legionnaires (WOJHL)    |
| 83 | Dave McLelland (P)   | Canada      | Vancouver Canucks       | Brandon Wheat Kings (WCJHL)    |
| 84 | Mike Usitalo (AS)    | Stati Uniti | Los Angeles Kings       | Michigan Tech Huskies (NCAA)   |
| 85 | Peter McNab (C)      | Canada      | Buffalo Sabres          | Denver Pioneers (NCAA)         |
| 86 | Jacques Lefebvre (P) | Canada      | California Golden Seals | Shawinigan Bruins (QMJHL)      |
| 87 | David Hastings (P)   | Canada      | Philadelphia Flyers     | Charlottetown Royals (MaJHL)   |
| 88 | Jeff Ablett (AS)     | Canada      | Pittsburgh Penguins     | Medicine Hat Tigers (WCJHL)    |
| 89 | Tom Simpson (AD)     | Canada      | St. Louis Blues         | Oshawa Generals (OMJHL)        |
| 90 | Bill Miller (D)      | Canada      | Detroit Red Wings       | Medicine Hat Tigers (WCJHL)    |
| 91 | Dave Shardlow (AS)   | Canada      | Toronto Maple Leafs     | Flin Flon Bombers (WCJHL)      |
| 92 | Steve West (C)       | Canada      | Minnesota North Stars   | Oshawa Generals (OMJHL)        |
| 93 | Rob Palmer (C)       | Stati Uniti | Chicago Black Hawks     | Denver Pioneers (NCAA)         |
| 94 | D'Arcy Ryan (C)      | Canada      | Montreal Canadiens      | Yale Bulldogs (ECAC)           |
| 95 | Ken Ireland (C)      | Canada      | New York Rangers        | New Westminster Bruins (WCJHL) |
| 96 | Peter Gaw (AD)       | Canada      | Boston Bruins           | Ottawa 67's (OMJHL)            |

### Settimo giro
| #   | Giocatore            | Nazionalità | Squadra NHL                     | Squadra di provenienza           |
| --- | -------------------- | ----------- | ------------------------------- | -------------------------------- |
| 97  | Richard Brodeur (P)  | Canada      | New York Islanders              | Cornwall Royals (QMJHL)          |
| 98  | Scott Smith (AS)     | Canada      | Atlanta Flames                  | Regina Pats (WCJHL)              |
| 99  | Danny Gloor (C)      | Canada      | Vancouver Canucks               | Peterborough Petes (OMJHL)       |
| 100 | Glen Toner (AS)      | Canada      | Los Angeles Kings               | Regina Pats (WCJHL)              |
| 101 | Don McLaughlin (AS)  | Canada      | New York Islanders (da Buffalo) | Brandon Wheat Kings (WCJHL)      |
| 102 | Mike Amodeo (D)      | Canada      | California Golden Seals         | Oshawa Generals (OMJHL)          |
| 103 | Serge Beaudoin (D)   | Canada      | Philadelphia Flyers             | Trois-Rivières Draveurs (QMJHL)  |
| 104 | D'Arcy Keating (D)   | Canada      | Pittsburgh Penguins             | Notre Dame Fighting Irish (NCAA) |
| 105 | Brian Coughlin (D)   | Canada      | St. Louis Blues                 | Verdun Maple Leafs (QMJHL)       |
| 106 | Glen Seperich (P)    | Canada      | Detroit Red Wings               | Kitchener Rangers (OMJHL)        |
| 107 | Monte Miron (D)      | Canada      | Toronto Maple Leafs             | Clarkson Golden Knights (ECAC)   |
| 108 | Chris Meloff (D)     | Canada      | Minnesota North Stars           | Kitchener Rangers (OMJHL)        |
| 109 | Terry Smith (C)      | Canada      | Chicago Black Hawks             | Edmonton Oil Kings (WCJHL)       |
| 110 | Yves Archambault (P) | Canada      | Montreal Canadiens              | Sorel Éperviers (QMJHL)          |
| 111 | Jeff Hunt (AS)       | Canada      | New York Rangers                | Winnipeg Monarchs (WCJHL)        |
| 112 | Gordie Clark (AD)    | Canada      | Boston Bruins                   | N. Hampshire Wildcats (ECAC)     |

### Ottavo giro
| #   | Giocatore           | Nazionalità | Squadra NHL                            | Squadra di provenienza                    |
| --- | ------------------- | ----------- | -------------------------------------- | ----------------------------------------- |
| 113 | Derek Kuntz (AS)    | Canada      | New York Islanders                     | Medicine Hat Tigers (WCJHL)               |
| 114 | Dave Murphy (C)     | Canada      | Atlanta Flames                         | Hamilton Red Wings (OMJHL)                |
| 115 | Dennis McCord (D)   | Canada      | Vancouver Canucks                      | London Knights (OMJHL)                    |
| 116 | Scott MacPhail (AD) | Canada      | Minnesota North Stars (da Los Angeles) | Canadien Jr. de Montréal (OMJHL)          |
| 117 | Rene Levasseur (D)  | Canada      | New York Islanders (da Buffalo)        | Shawinigan Bruins (QMJHL)                 |
| 118 | Brent Meeke (D)     | Canada      | California Golden Seals                | Niagara Falls Flyers (OMJHL)              |
| 119 | Pat Russell (AD)    | Canada      | Philadelphia Flyers                    | Vancouver Nats (WCJHL)                    |
| 120 | Yves Bergeron (D)   | Canada      | Pittsburgh Penguins                    | Shawinigan Bruins (QMJHL)                 |
| 121 | Gary Winchester (C) | Canada      | St. Louis Blues                        | Wisconsin Badgers (NCAA)                  |
| 122 | Mike Ford (D)       | Canada      | Detroit Red Wings                      | Brandon Wheat Kings (WCJHL)               |
| 123 | Peter Williams (D)  | Canada      | Toronto Maple Leafs                    | University of Prince Edward Island (CIAU) |
| 124 | Bob Lundeen (D)     | Stati Uniti | Minnesota North Stars                  | Wisconsin Badgers (NCAA)                  |
| 125 | Billy Reay (AD)     | Canada      | Chicago Black Hawks                    | Wisconsin Badgers (NCAA)                  |
| 126 | Graham Parsons (P)  | Canada      | Montreal Canadiens                     | Red Deer Rustlers (AJHL)                  |
| 127 | Yvon Blais (D)      | Canada      | New York Rangers                       | Winnipeg Monarchs (WCJHL)                 |
| 128 | Roy Carmichael (D)  | Canada      | Boston Bruins                          | New Westminster Bruins (WCJHL)            |

### Nono giro
| #   | Giocatore              | Nazionalità | Squadra NHL                     | Squadra di provenienza           |
| --- | ---------------------- | ----------- | ------------------------------- | -------------------------------- |
| 129 | Yvon Rolando (AD)      | Canada      | New York Islanders              | Drummondville Rangers (QMJHL)    |
| 130 | Pierre Roy (D)         | Canada      | Atlanta Flames                  | Québec Remparts (QMJHL)          |
| 131 | Steve Stone (AD)       | Canada      | Vancouver Canucks               | Niagara Falls Flyers (OMJHL)     |
| 132 | Jean Lamarre (AD)      | Canada      | Atlanta Flames (da Los Angeles) | Québec Remparts (QMJHL)          |
| 133 | Bill Ennos (AD)        | Canada      | New York Islanders (da Buffalo) | Vancouver Nats (WCJHL)           |
| 134 | Denis Meloche (C)      | Canada      | California Golden Seals         | Drummondville Rangers (QMJHL)    |
| 135 | Ray Boutin (P)         | Canada      | Philadelphia Flyers             | Sorel Éperviers (QMJHL)          |
| 136 | Jay Babcock (AS)       | Canada      | Pittsburgh Penguins             | London Knights (OMJHL)           |
| 137 | Pierre Archambault (D) | Canada      | New York Rangers (da St. Louis) | Saint-Jérôme Alouettes (QMJHL)   |
| 138 | George Kuzmicz (D)     | Canada      | Detroit Red Wings               | Cornell Big Red (ECAC)           |
| 139 | Pat Boutette (C)       | Stati Uniti | Minnesota North Stars           | MN Duluth Bulldogs (NCAA)        |
| 140 | Glen Mikkelson (AD)    | Canada      | Chicago Black Hawks             | Brandon Wheat Kings (WCJHL)      |
| 141 | Gary Donaldson (AD)    | Canada      | Montreal Canadiens              | Victoria Cougars (WCJHL)         |
| 142 | Eddie Bumacco (AS)     | Canada      | New York Rangers                | Notre Dame Fighting Irish (NCAA) |
| 143 | Garry Schofield (D)    | Stati Uniti | Toronto Maple Leafs (da Boston) | Clarkson Golden Knights (ECAC)   |

### Decimo giro
| #   | Giocatore          | Nazionalità | Squadra NHL                             | Squadra di provenienza         |
| --- | ------------------ | ----------- | --------------------------------------- | ------------------------------ |
| 144 | Garry Howatt (AS)  | Canada      | New York Islanders                      | Flin Flon Bombers (WCJHL)      |
| 145 | Steve Lyon (D)     | Canada      | Minnesota North Stars (da Los Angeles)  | Peterborough Petes (OMJHL)     |
| 146 | Rene Lambert (AD)  | Canada      | New York Islanders (da Buffalo)         | Saint-Jérôme Alouettes (QMJHL) |
| 147 | Juri Kudrasovs (C) | Canada      | Minnesota North Stars (da California)   | Kitchener Rangers (OMJHL)      |
| 148 | Marcel Comeau (C)  | Canada      | Minnesota North Stars (da Philadelphia) | Edmonton Oil Kings (WCJHL)     |
| 149 | Don Atchison (P)   | Canada      | Pittsburgh Penguins                     | Saskatoon Blades (WCJHL)       |
| 150 | Dave Arundel (D)   | Stati Uniti | Detroit Red Wings                       | Wisconsin Badgers (NCAA)       |
| 151 | Fred Riggall (AD)  | Canada      | Montreal Canadiens                      | Dartmouth Big Green (ECAC)     |

### Undicesimo giro
| #   | Giocatore        | Nazionalità | Squadra NHL        | Squadra di provenienza       |
| --- | ---------------- | ----------- | ------------------ | ---------------------------- |
| 152 | Ron LeBlanc (AD) | Canada      | Montreal Canadiens | Université de Moncton (CIAU) |